# くない

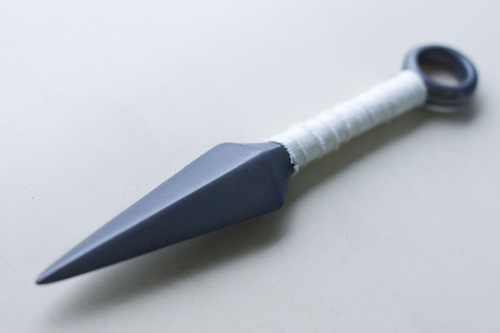
武器のくない

くないは、忍者が用いる忍具の一種として知られる道具。フィクション作品では投擲武器として描かれることが多いが、ほかにも様々な用途がある。漢字では「苦無」と表記される。

## 概要
サイズは大苦無（13 - 15cmほど）と小苦無（8 - 10cmほど）がある。
忍術書『万川集海』には「苦無」、服部半蔵が書いた『忍秘伝』には「宮内」とある。
平らな鉄製の爪状になっていて、武器としての使用のほか、門扉などの備えが厳重で潜入困難な場合に壁や地面に穴を掘ったりする際に使用するなど、現代でいうサバイバルナイフに近い道具であった。小型のものは手裏剣のように使われることもあり、「飛苦無」（とびくない）と呼ばれた。
後部が輪状になっており、紐や縄を通して使用したり、水を張ってレンズ代わりにするなどの使い方もあった。